# Casa-fàbrica Terrés
La casa-fàbrica Terrés era un edifici situat als carrers de la Riereta i Sant Rafael del Raval de Barcelona, conservat parcialment. Juntament amb la veïna casa-fàbrica Balius, constituïa un conjunt d'estil neoclassicista amb una clara influència de l'École polytechnique francesa, compost en tres parts simètriques, amb una casa a cada un dels extrems, generalment destinades a habitatges o oficines, i les «quadres» situades al centre.

## Història
Pere Terrés i Coll era un fabricant establert al barri de Sant Pere. L'octubre del 1839, els cònjuges Josep Suñol i Teresa Capdevila li van establir en emfiteusi un terreny del seu hort als carrers de Sant Rafael i de la Riereta, i el desembre del mateix any va demanar permís per a construir-hi una casa-fàbrica de planta baixa i dos pisos, segons el projecte del mestre d'obres Antoni Jambrú i Riera. L'abril del 1840, va demanar permís a aixecar un tercer pis sobre l'edifici en construcció, novament segons el projecte de Jambrú. El 1841, hi va fer instal·lar una màquina de vapor de 20 CV.

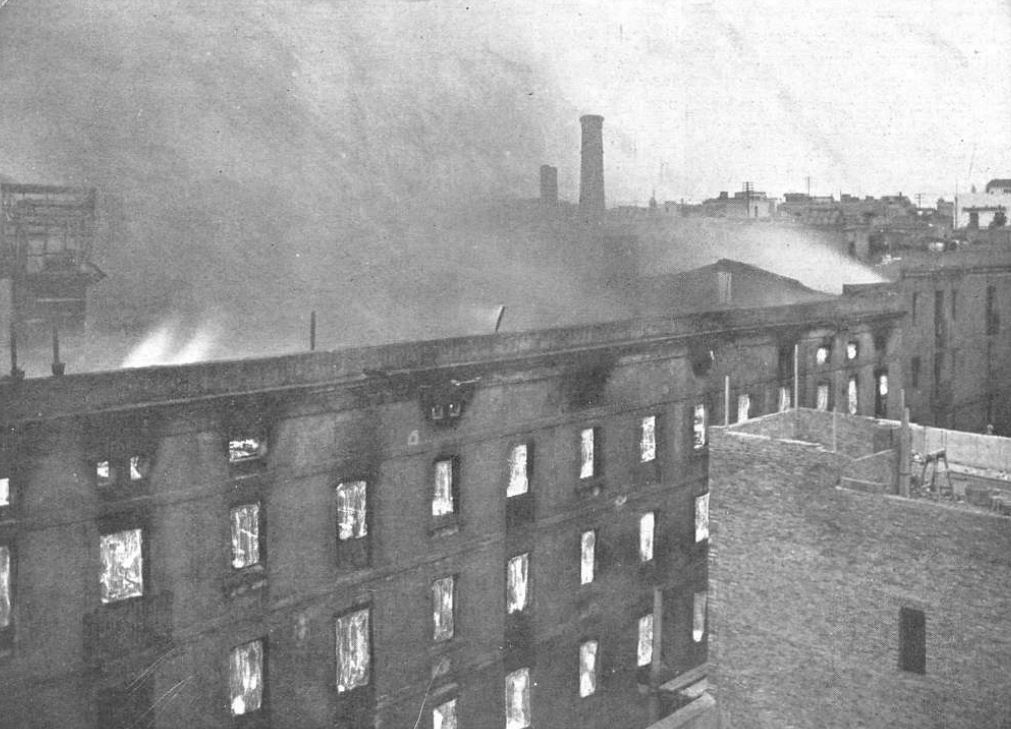
Incendi a la fàbrica Casaramona del carrer de Sant Rafael el 1911

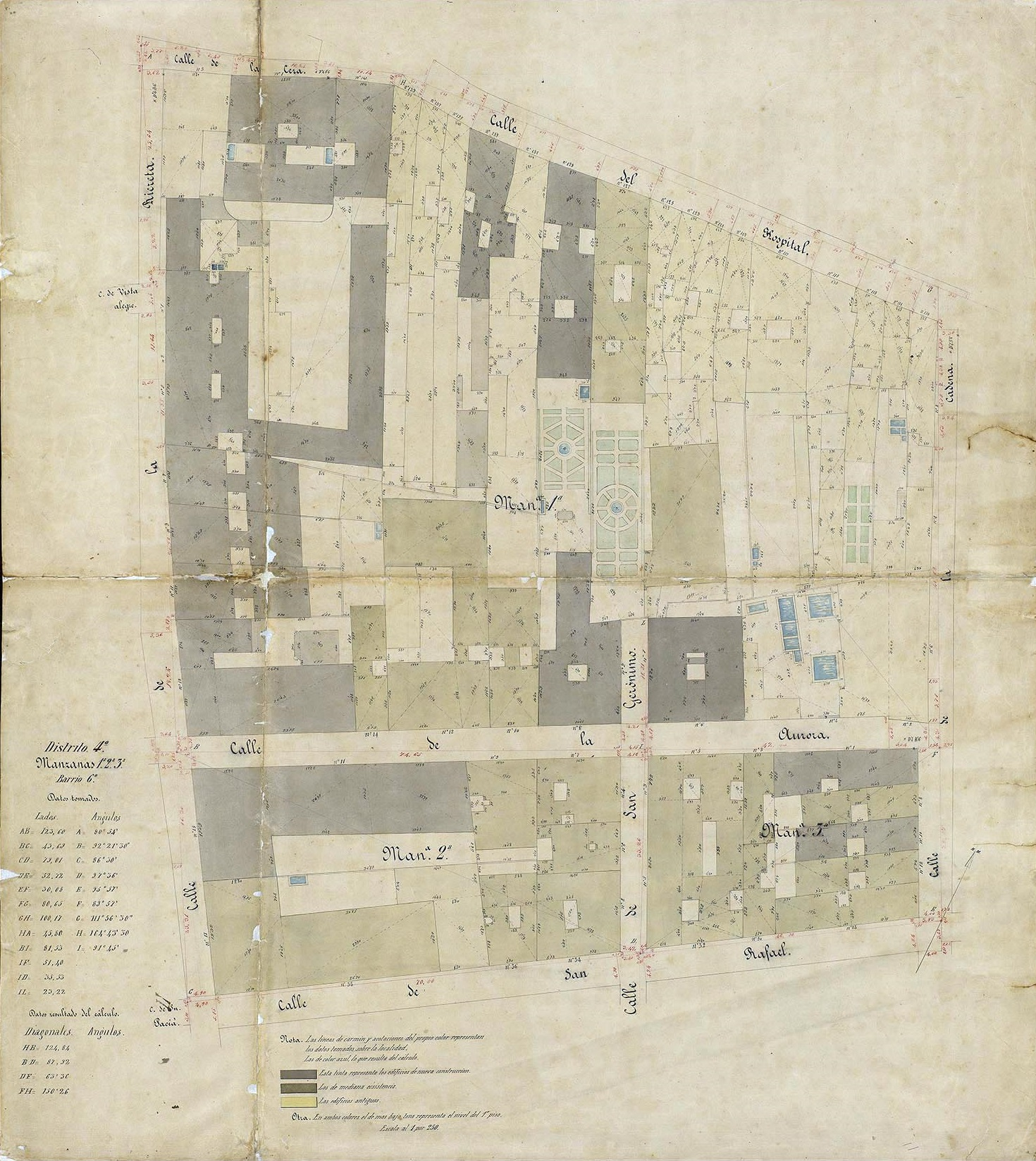
Quarteró núm. 98 de Garriga i Roca (c. 1860)

El 1851, Terrés va fer suspensió de pagaments i els seus creditors van posar en venda la fàbrica, conjuntament amb la màquina de vapor i una altra de paper continu. Finalment, el 1852 va ser adquirida per 20.172 duros, 14 rals i 7 morabatins pels industrials igualadins Josep Castells i Camps i Francesc d'Assís Castells i Comas, que el 1854 van constituir, juntament amb Gabriel i Salvador Castells i Comas i Josep, Domènec i Jaume Castells i Mas (fills de Josep), la societat Castells i Cia, dedicada a la filatura del cotó. El 1858, aquesta va demanar permís per a instal·lar-hi una caldera de vapor, segons els plànols del mestre d'obres Felip Ubach, i novament el 1859 per a fer-hi una remunta. Posteriorment, la propietat passà a mans d'Eusebi Castells i Reixachs (Igualada, 1848–Barcelona, 
1909), fill de Francesc i Rosa Reixachs, les germanes del qual, Magdalena, Dolors i Concepció, van fer el llegat que va permetre la construcció de l'Asil del Sant Crist d'Igualada.
A principis del segle xx hi havia la fàbrica de Casimir Casaramona i Puigcercós: «Casaramona (Casimiro), fab. de colchas, toallas, mantas de algodón y tejidos de algodón y lana, Riereta, 17. Despacho: Córtes, 601.» El 9 de març del 1911 va ser destruïda per un incendi i es va traslladar a la nova fàbrica a Montjuïc. Tanmateix, va quedar en peu una part del cos destinat a habitatges del carrer de la Riereta, 17, que el 1925 va ser objecte d'una remunta de tres pisos projectada per l'arquitecte Miquel Madorell i Rius.
La resta del solar és ocupada per una promoció d'habitatges construïda als anys 1990 per l'empresa mixta Promoció de Ciutat Vella SA (PROCIVESA).